# Theódoros Diligiánnis
Theódoros Diligiánnis (Langádia, 1820 — Atenas, 13 de junho de 1905) foi um diplomata e político da Grécia. Ocupou o cargo de primeiro-ministro da Grécia.

## Carreira política
Em 1867 era o embaixador da Grécia na França.
Foi o grande adversário político de Charilaos Trikoupis. Liderou o país durante a dura derrota contra o Império Otomano na Guerra Greco-Turca de 1897, que temporariamente mancharia a sua carreira política.
Foi o representante da Grécia no Congresso de Berlim em 1878. Foi 5 vezes primeiro-ministro da Grécia. Desde 1881, junto com Trikoupis, estabeleceu um tipo de sistema bipartidário no país. Ambos mantiveram o sistema político clientelista, embora Trikoupis tenha aplicado certas reformas. 
Orador distinto, aproveitou-se do descontentamento popular para derrotar o seu rival e abolir parte das suas medidas reformistas, algumas impopulares. Era o representante do chauvinismo popular, muitas vezes demagógico.
Em 1886, antes da absorção da Rumélia Oriental pelo principado da Bulgária, mobilizou o exército, causando um grande déficit ao Estado. 

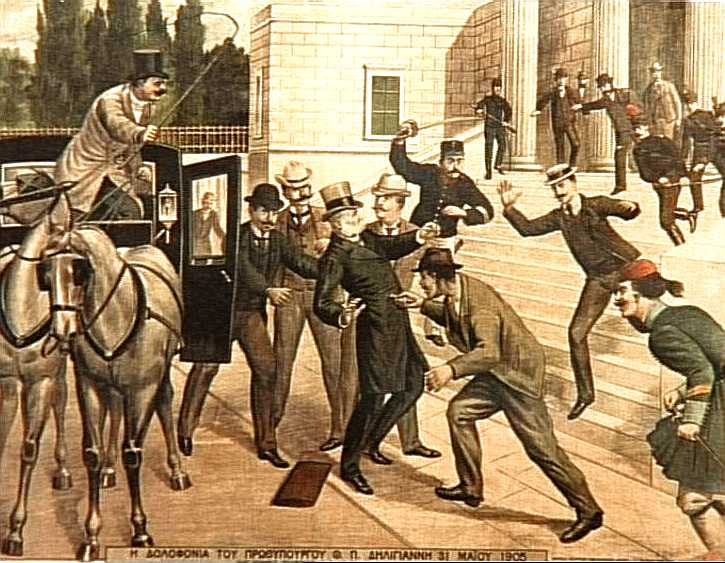
Assassinato de Deligiannis em litografia da época

No final de 1901, aproveitou o descontentamento popular com a tradução dos evangelhos para o grego moderno para atiçar os estudantes da capital contra o primeiro-ministro, tentando obter a sua renúncia e tomar o seu lugar. Após a morte de alguns manifestantes, Georgios Theotokis teve que renunciar, mas o rei não encomendou a formação de governo a Deligiannis, o que levou este, após as eleições de 30 de novembro de 1892 que não tiveram um vencedor claro, a usar as massas da capital grega para forçar o monarca a nomeá-lo primeiro-ministro.
Durante o seu último mandato, foi assassindo em 13 de junho de 1905 por um jogador profissional, em retaliação pelas rigorosas medidas adotadas contra casas de apostas  Após o assassinato, o seu partido político foi dividido em dois, liderados por Dimitrios Rallis (minoria) e Kiriakulis Mavromichalis (maioria). 